# Poenulus
Poenulus (wörtlich „Der kleine Karthager“) ist eine der erhaltenen Komödien des römischen Dichters Plautus. Sie ist in lateinischer Sprache verfasst, enthält im fünften Akt aber auch eine kurze Passage angeblich in Punisch, den die punische Figur des Hanno spricht, was semitistisch und philologisch bis heute Interesse an dem Stück hervorruft. Die Datierung des Stückes ist nach wie vor umstritten, es wird aber angenommen, dass eine Erstaufführung ungefähr zehn Jahre nach Ende des 2. Punischen Krieges stattgefunden haben dürfte. Es geht auf ein griechisches Original zurück, das nicht überliefert ist.
In dem Stück sucht der karthagische Kaufmann Hanno in der griechischen Stadt Kalydon nach seinen Töchtern, die entführt und in die Prostitution verkauft wurden.